# Szürkenyakú koronásdaru

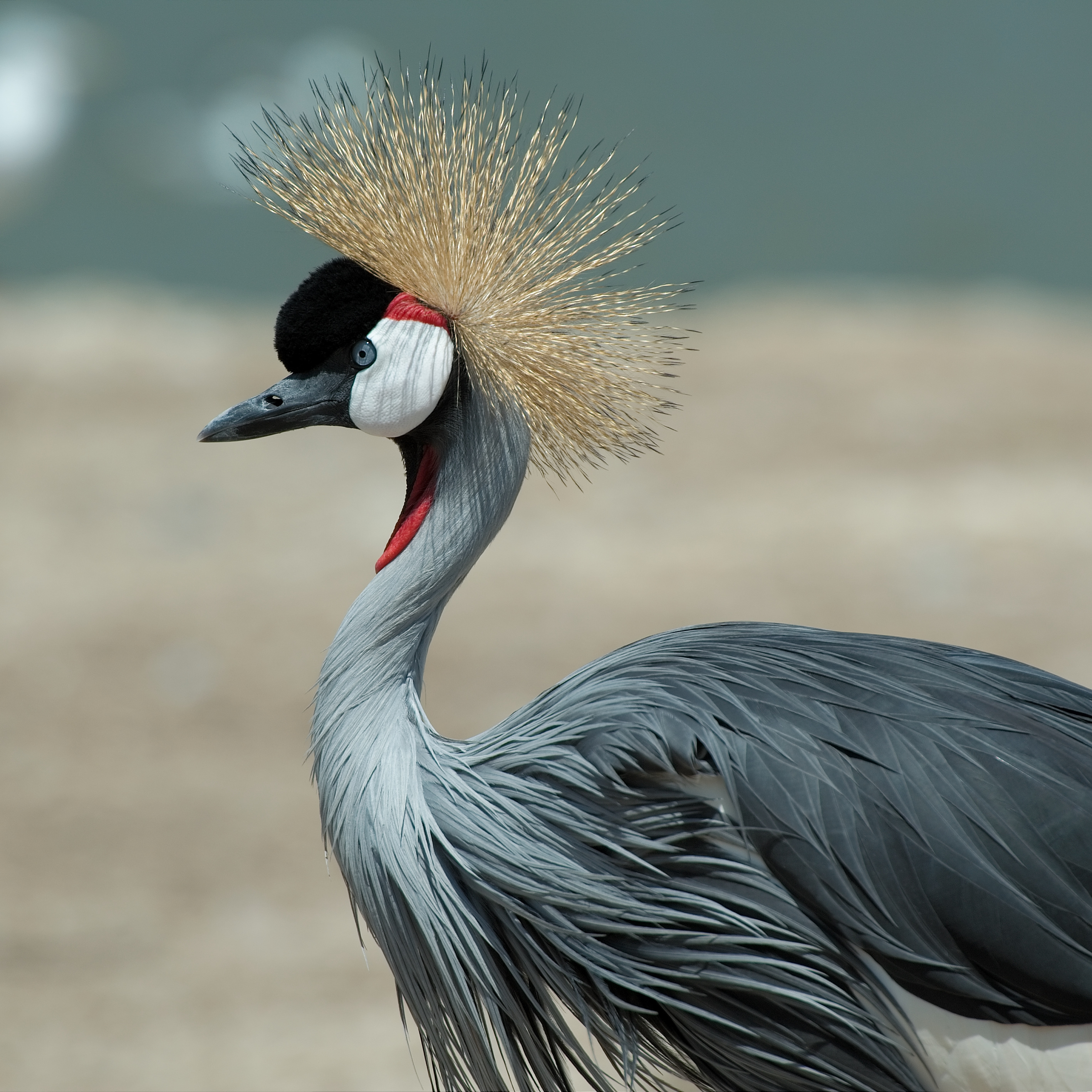
Portré

A szürkenyakú koronásdaru (Balearica regulorum) a madarak osztályának a darualakúak (Gruiformes) rendjébe és a darufélék (Gruidae) családjába tartozó faj.
Uganda nemzeti madara, az ország címerében is szerepel.

## Előfordulása
Ugandától, Kenyán keresztül, Dél-Afrikáig honos. Mocsaras területek lakója.

## Alfajai
- Balearica regulorum gibbericeps
- Balearica regulorum regulorum

## Megjelenése
Testhossza 105 centiméter, testtömege 3500 gramm. Fején jellegzetes tollkorona, nyakukon piros bőrlebeny található. Fehér szárnyfoltja és hosszú dísztollai vannak a nyakán és a mellén.

## Életmódja
Nagyobb rovarokkal, békákkal, magvakkal, rügyekkel, levelekkel táplálkozik.

## Szaporodása

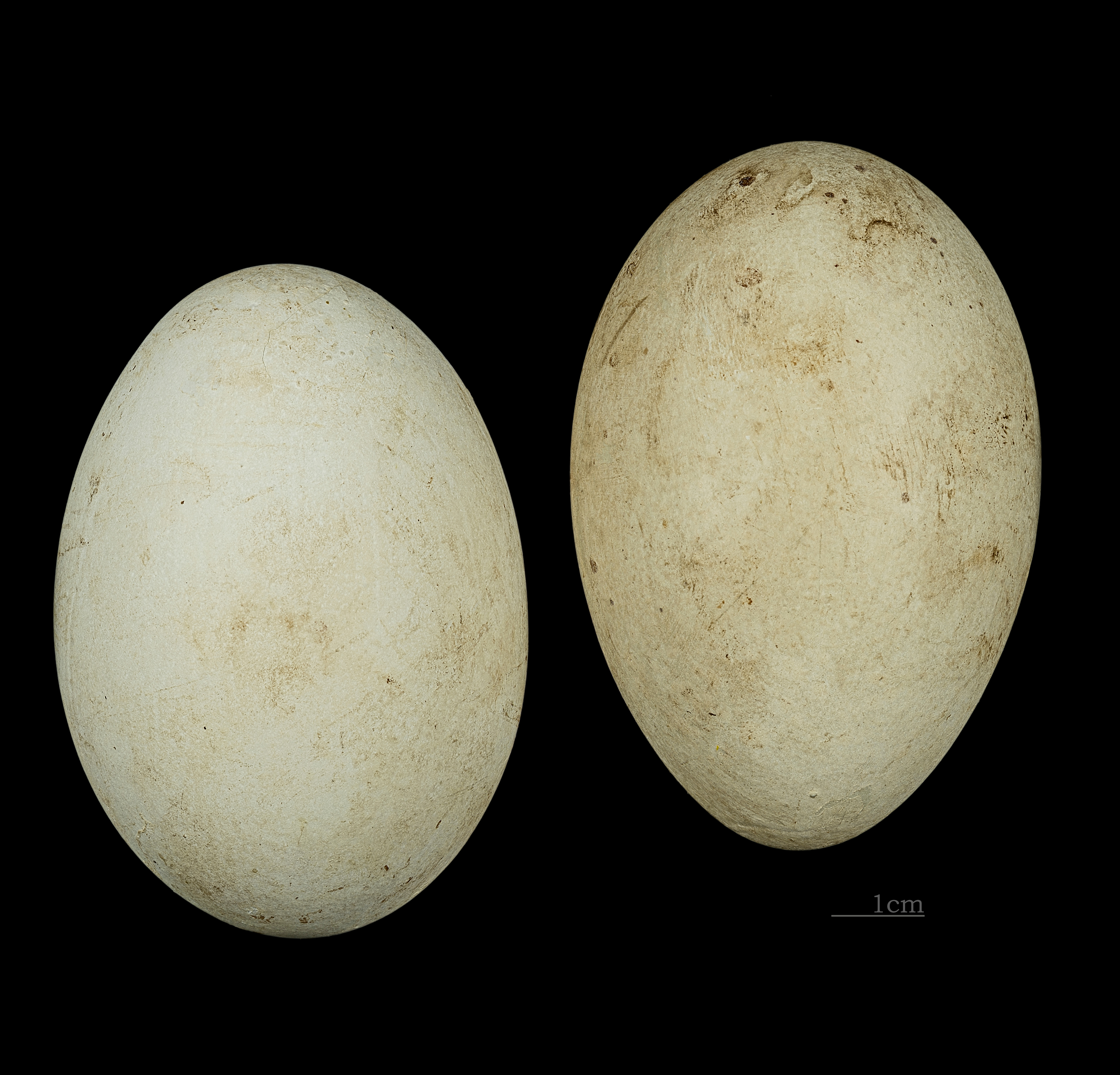
Balearica regulorum gibbericeps

Nászidején tánccal és kiáltozásokkal udvarolnak. A talajra, növényzet közé rejti nádból, sásból és fűből készített fészkét. Fészekalja 2-5 tojásból áll, melyen 28-31 napig kotlik. A fiókákat még 58-100 napig gondozza.